# Asian Five Nations 2011
Asian Five Nations 2011 (z powodów sponsorskich HSBC Asian 5 Nations 2011) – czwarta edycja corocznego turnieju organizowanego pod auspicjami ARFU dla pięciu najlepszych azjatyckich męskich reprezentacji rugby union. Turniej odbył się pomiędzy 23 kwietnia a 21 maja 2011 roku. Tytułu broniła reprezentacja Japonii, która w poprzednich trzech edycjach wygrała wszystkie mecze.
W turnieju zwyciężyła Japonia, ponownie we wszystkich czterech spotkaniach odnosząc bonusowe zwycięstwa, zaś do Dywizji 1 została relegowana reprezentacja Sri Lanki, którą w Asian Five Nations 2012 zastąpił zwycięzca Dywizji 1 – Korea Południowa.
Nagrodę dla najlepiej zapowiadającego się zawodnika otrzymał Japończyk Atsushi Hiwasa.

## System rozgrywek
Rozgrywki prowadzone były systemem kołowym. Każda z drużyn spotykała się raz z każdym przeciwnikiem, łącznie rozgrywając cztery mecze. Z uwagi na nieparzystą liczbę zespołów podczas każdej kolejki jeden z nich pauzował. Zwycięzca meczu otrzymuje pięć punktów, za remis przysługują trzy punkty, a przegrany nie otrzymuje punktów. Punkt bonusowy przysługuje za zdobycie przynajmniej czterech przyłożeń lub też za przegraną nie więcej niż siedmioma punktami.
Z powodu marcowego trzęsienia ziemi zespół Japonii rozegrał wszystkie mecze na wyjeździe.

## Uczestnicy
W zawodach uczestniczyło pięć reprezentacji. Po raz pierwszy w Top5 zagrały zespoły Zjednoczonych Emiratów Arabskich (zastępując wspólną drużynę Zatoki Perskiej) oraz Sri Lanki (zwycięzca Dywizji 1 w 2010).
Składy Japonii, Hongkongu i Sri Lanki zostały podane w marcu i kwietniu.
| Reprezentacja                | Miejsce w 2010        | Stadiony                                |
| ---------------------------- | --------------------- | --------------------------------------- |
| Japonia                      | 1.                    | –                                       |
| Kazachstan                   | 2.                    | National University Stadium             |
| Hongkong                     | 3.                    | Hong Kong Football Club Stadium         |
| Zjednoczone Emiraty Arabskie | 4. jako Zatoka Perska | The Sevens Sheikh Zayed Stadium         |
| Sri Lanka                    | awans z Dywizji 1     | Ceylonese Rugby & Football Club Grounds |

## Tabela
| Miejsce | Reprezentacja                | Mecze     | Mecze   | Mecze  | Mecze   | Punkty  | Punkty   | Punkty | Punkty bonusowe | Punkty ogółem |
| Miejsce | Reprezentacja                | Rozegrane | Wygrane | Remisy | Porażki | Zdobyte | Stracone | +/-    | Punkty bonusowe | Punkty ogółem |
| ------- | ---------------------------- | --------- | ------- | ------ | ------- | ------- | -------- | ------ | --------------- | ------------- |
| 1       | Japonia                      | 4         | 4       | 0      | 0       | 307     | 35       | +272   | 4               | 24            |
| 2       | Hongkong                     | 4         | 3       | 0      | 1       | 155     | 61       | +94    | 2               | 17            |
| 3       | Zjednoczone Emiraty Arabskie | 4         | 1       | 1      | 2       | 40      | 196      | -156   | 0               | 8             |
| 4       | Kazachstan                   | 4         | 1       | 0      | 3       | 54      | 126      | -72    | 1               | 6             |
| 5       | Sri Lanka                    | 4         | 0       | 1      | 3       | 47      | 185      | -138   | 0               | 3             |

## Mecze

### Runda 1
| 23 kwietnia 201116:00 | Sri Lanka | 13:13(0:0) | Zjednoczone Emiraty Arabskie | Ceylonese Rugby & Football Club Grounds, Kolombo |
| 23 kwietnia 201116:00 |           | 13:13(0:0) |                              | Ceylonese Rugby & Football Club Grounds, Kolombo |

| 23 kwietnia 201116:00 | Kazachstan | 10:23(3:20) | Hongkong | National University Stadium, Ałmaty |
| 23 kwietnia 201116:00 |            | 10:23(3:20) |          | National University Stadium, Ałmaty |

### Runda 2
| 29 kwietnia 201119:00 | Zjednoczone Emiraty Arabskie | 24:10(14:5) | Kazachstan | Sheikh Zayed Stadium, Abu Zabi |
| 29 kwietnia 201119:00 |                              | 24:10(14:5) |            | Sheikh Zayed Stadium, Abu Zabi |

| 30 kwietnia 201116:00 | Hongkong | 22:45(3:31) | Japonia | Hong Kong Football Club Stadium, Hongkong |
| 30 kwietnia 201116:00 |          | 22:45(3:31) |         | Hong Kong Football Club Stadium, Hongkong |

### Runda 3
| 7 maja 201119:00 | Kazachstan | 0:61(0:28) | Japonia | Stadion Suphachalasai, Bangkok |
| 7 maja 201119:00 |            | 0:61(0:28) |         | Stadion Suphachalasai, Bangkok |

| 7 maja 201115:00 | Sri Lanka | 3:48(3:22) | Hongkong | Ceylonese Rugby & Football Club Grounds, Kolombo |
| 7 maja 201115:00 |           | 3:48(3:22) |          | Ceylonese Rugby & Football Club Grounds, Kolombo |

### Runda 4
| 13 maja 201120:00 | Zjednoczone Emiraty Arabskie | 0:111(0:57) | Japonia | The Sevens, Dubaj |
| 13 maja 201120:00 |                              | 0:111(0:57) |         | The Sevens, Dubaj |

| 14 maja 201116:00 | Kazachstan | 34:18(17:15) | Sri Lanka | National University Stadium, Ałmaty |
| 14 maja 201116:00 |            | 34:18(17:15) |           | National University Stadium, Ałmaty |

### Runda 5
| 21 maja 201116:00 | Sri Lanka | 13:90(7:31) | Japonia | Ceylonese Rugby & Football Club Grounds, Kolombo |
| 21 maja 201116:00 |           | 13:90(7:31) |         | Ceylonese Rugby & Football Club Grounds, Kolombo |

| 21 maja 201116:00 | Hongkong | 62:3(29:3) | Zjednoczone Emiraty Arabskie | Hong Kong Football Club Stadium, Hongkong |
| 21 maja 201116:00 |          | 62:3(29:3) |                              | Hong Kong Football Club Stadium, Hongkong |